# Sossenheim
Sossenheim è un distretto della città di Francoforte sul Meno, in Germania . Fa parte dell'Ortsbezirk West ed è suddiviso in Stadtbezirke Sossenheim-Ost e Sossenheim-West.
Sossenheim è un distretto di Francoforte dal 1928 e fa parte del confine nord-occidentale della città. Confina con Unterliederbach, Eschborn a nord, Rödelheim a est e Griesheim e Nied a sud.
Il pittore Wilhelm Runze è sepolto nel cimitero di Sossenheim.